# Ивичест зурлест скункс
Ивичест зурлест скункс (Conepatus semistriatus, нарича се и Амазонски скункс) е вид бозайник от семейство Скунксови (Mephitidae).

## Разпространение и местообитание
Разпространен е в Белиз, Бразилия, Венецуела, Еквадор, Колумбия, Коста Рика, Мексико, Никарагуа, Панама, Перу и Хондурас.